# Grimm (banda)
Grimm fue una banda holandesa de folk metal, con influencias del black metal escandinavo. Sus letras solían hablar de mitología y temáticas medievales. La banda se autodenominaba como dark medieval metal. 

## Historia
La banda se formó en 1996, con el guitarrista y batería «Heer Marchosias», y el guitarrista, vocalista y pianista «Heer Antikrist». Su debut fue un disco en directo publicado en el año 2000, titulado Lasterkwaad, con grabaciones en vivo extraídas de un tour de 3 días junto a la banda de viking metal Otyg durante el año 1999. Andreas Hedlund, vocalista de Otyg, fue coproductor del disco.
En 2004, publican el compilatorio Pagan Folk Metal. Además, durante el año 2005 lanzaron el disco Live in Eindhoven, su segundo disco en directo, a partir del concierto realizado en la ciudad de Eindhoven de Brabante Septentrional a mediados de 2004.

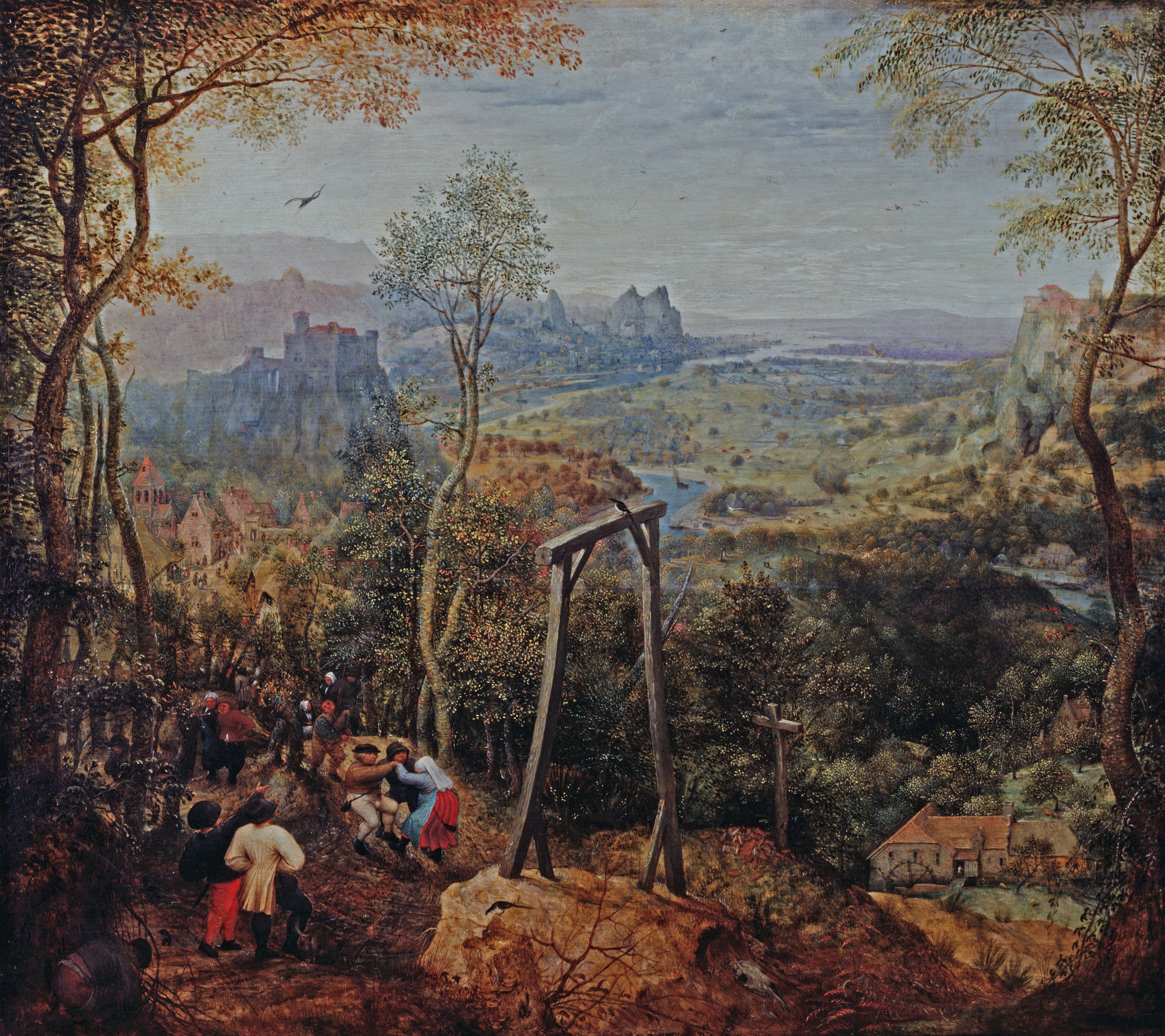
Ekster op de Galg, obra de Pieter Brueghel el Viejo que sirvió para la portada del disco Ter Galge

Algunas canciones de su primer y tercer trabajo fueron tomadas para la grabación de su cuarta publicación y primer álbum de estudio, Dark Medieval Folklore, publicado en 2006.
Su segundo álbum de estudio se tituló Heksenkringen, y se publicó en el año 2007. En este disco trataron de alcanzar una personalidad más propia, desarrollando un estilo un tanto Avant-garde. Además, la calidad de audio de este trabajo mejora respecto a sus obras anteriores.
En 2009 publican el EP Ter Galge, donde incluyen tres canciones inéditas, además de dos canciones del disco Heksenkringen. Entre los constantes cambios en la lista de miembros de Grimm, Heer Antikrist abandono la banda. Fue reemplazado por «Valefor» en la guitarra principal, y Herr Marchosias le reemplazó en las voces.

## Miembros
La banda siempre mantuvo cierto misterio sobre los miembros de la banda; algunas veces solo se supo de la inclusión de algunos músicos cuando se dio aviso de su salida de la formación. Incluso, por una entrevista de Herr Antikrist concedida al portal Xtreem Music (Administrado por la discográfica homónima) en el 2010, se sabe que Heer Marchosias abandono la banda durante la grabación de Ter Galge, por lo que más tarde habría vuelto al grupo. Herr Marchosias fue el último miembro de la banda antes de su disolución.

### Miembros actuales
- Heer Marchosias - Batería, guitarrista, vocalista (1996-¿2014?).
- Valefor - Guitarra (2009-2013).

### Miembros anteriores
- Heer VolkhV - Bajista, guitarrista.
- Nachtraaf - Bajista, batería.
- Deportator - Batería.
- Stauffelmansch - Guitarrista.
- Daen Schultenbrau - Guitarrista.
- Vloekwaard - Guitarrista, sintetizador.
- Heer Antikrist - Guitarrista, vocalista, pianista (1996-2009).

## Discografía

### Álbumes de estudio
- Dark Medieval Folklore (2006)
- Heksenkringen (2007)

### EP y Demos
- Beukhok Demo (1998)
- Promo 2000 (2000)
- Pagan Folk Metal (2004)
- Ter Galge (2009)

### En vivo
- Lasterkwaad (2000)
- Live in Eindhoven (2005)